# قائمة زملاء الجمعية الملكية المنتخبين في 1859
هذه الصفحة تعرض قائمة زملاء الجمعية الملكية المُنتخبين لعام 1859.

## الزملاء
- William Odling [الإنجليزية]‏
- William Bird Herapath [الإنجليزية]‏
- Thomas Sterry Hunt [الإنجليزية]‏
- Frederick Crace Calvert [الإنجليزية]‏
- روبرت باترسون [الإنجليزية]‏
- Edward Stanley, 15th Earl of Derby [الإنجليزية]‏
- Samuel Beckles [الإنجليزية]‏
- Bennet Woodcroft [الإنجليزية]‏
- John Penn (engineer) [الإنجليزية]‏
- هنري كارتر
- جون دينيس ماكدونالد
- روبرت هرمان شمبورك
- George Murray Humphry [الإنجليزية]‏
- William Yolland [الإنجليزية]‏